# Irene Azuela
Irene Azuela Suárez (Londres, 27 de octubre de 1979) es una actriz mexicana de teatro, cine y televisión, nacida en el Reino Unido. Obtuvo el Premio Ariel a la mejor actriz en 2008 y 2009.

## Carrera

### Educación en actuación
Comenzó sus estudios como actriz en el Centro de Formación Actoral de TV Azteca. Posteriormente estudió un posgrado en teatro clásico en la London Academy of Music and Dramatic Arts, y varios cursos en la Desmond Jones School of Mime and Physical Theater.

### Televisión
Inició su carrera en la televisión, y apareció en programas unitarios y telenovelas de TV Azteca, principalmente en roles secundarios. Su trabajo en televisión también incluye la segunda temporada de la serie Capadocia, que se transmitirá por HBO.
En 2009 participó en el documental Las mujeres de la Revolución Mexicana, realizado por Once TV México, donde interpretó a una periodista de 1910 que funciona como narradora. El documental tiene la finalidad de rescatar la memoria de destacadas mujeres que participaron en la Revolución Mexicana.
En 2010, aparece en la serie Gritos de muerte y libertad, acerca del bicentenario de la Independencia de México y El encanto del águila, acerca del centenario de la Revolución mexicana. En 2011, da vida al personaje de Lucía, una profesora de teatro en la teleserie juvenil producida por ArgosTv y transmitida por CadenaTres, Bienvenida realidad, lo que la hizo ganarse al público juvenil.
En 2012, aparece en la serie Paramédicos, producida por Canal Once, donde interpretó a Elisa. Este 2015 tuvo una breve participación en la serie estadounidense producida por Netflix: Sense8. En 2016 protagonizó la teleserie El hotel de los secretos junto a Erick Elías.

### Teatro
Su carrera en el teatro es prolífica, pues ha participado en obras como: La gaviota, dirigida por Iona Weissberg; Por amor al arte, dirigida por Antonio Serrano Argüelles; Collette y Touché, ambas dirigidas por Mauricio García Lozano, entre otras.
Obtuvo una mayor notoriedad entre el público por su participación en El buen canario (título original en inglés: Good Canary), en la que fue dirigida por John Malkovich y donde actuó al lado de Diego Luna, Daniel Giménez Cacho y Bruno Bichir, entre otros actores. Su trabajo recibió críticas muy favorables y le valió compartir el premio a Revelación Femenina en la XXVI Entrega de Premios a lo Mejor del Teatro 2008 de la Agrupación de Periodistas Teatrales (APT), con Gabriela Platas, por Los 39 escalones.
En 2010 participa en la obra Oleanna, de David Mamet, junto a Juan Manuel Bernal y con la dirección de Enrique Singer.
En 2013 protagoniza la obra Salomé, original de Oscar Wilde.

### Cine
Su debut en cine fue en la película El búfalo de la noche (2007), ópera prima de Jorge Hernández Aldana. Basado en la novela del mismo nombre de Guillermo Arriaga Jordán, el guion fue adaptado para el cine por Arriaga y Hernández Aldana.
A este proyecto le siguió Quemar las naves (2007), ópera prima de Francisco Franco Alba donde actúa junto a Diana Bracho. Su actuación como Helena le valió comentarios favorables por parte de varios críticos, así como el Ariel a Mejor Actriz en 2008 y el premio a Mejor Actriz en el XXII Napa Somona Wine Country Film Festival. Originalmente, Quemar las naves fue un proyecto de teatro en el que trabajaron Azuela y Franco, y que este recuperó para el cine.
Posteriormente filmó Amor, dolor y viceversa (2008), Arráncame la vida (2008) y Bajo la sal (2008). Su actuación como Isabel en Bajo la sal, ópera prima de Mario Muñoz, le mereció ganar por segunda ocasión consecutiva el Ariel a Mejor Actriz. En la ceremonia de entrega del Ariel, Irene Azuela le dedicó el premio a Daniel Giménez Cacho, quien no fue considerado en las nominaciones a Mejor Actor. También obtuvo una nominación al Premio Diosas de Plata como Mejor Coactuación Femenina.
La actriz participó en El atentado película del 2010, de Jorge Fons, y formó parte del elenco de la cinta Tercera llamada (2013), en colaboración con el director Francisco Franco Alba. En 2014 protagonizó Las oscuras primaveras (2014), junto a José María Yazpik y Cecilia Suárez.
En cuanto a cortometrajes, ha actuado en Es muy fácil (2007), de Pablo Fulgueira; Emprendedores (2008), de Pako Valle,  y Amor a primera vista (2009), de Mariana Chenillo.

## Filmografía

### Cine
| Año  | Título original                | Personaje                       | Director                                           |
| ---- | ------------------------------ | ------------------------------- | -------------------------------------------------- |
| 2007 | El búfalo de la noche          | Margarita                       | Jorge Hernández Aldana                             |
| 2007 | Quemar las naves               | Helena Díaz                     | Francisco Franco Alba                              |
| 2008 | Amor, dolor y viceversa        | Gaby                            | Alfonso Pineda Ulloa                               |
| 2008 | Arráncame la vida              | Bárbara                         | Roberto Sneider                                    |
| 2008 | Bajo la sal                    | Isabel Montaño                  | Mario Muñoz                                        |
| 2010 | El atentado                    | Cordelia Godoy                  | Jorge Fons                                         |
| 2011 | Miss Bala                      | Jessica Verduzo                 | Gerardo Naranjo                                    |
| 2011 | Así es la suerte               | Mónica                          | Juan Carlos de Llaca                               |
| 2012 | El Santos vs la Tetona Mendoza | Rata Maruca / Sirena Lupe (voz) | Alejandro Lozano. Andrés Couturier y Álvaro Curiel |
| 2013 | Tercera llamada                | Julia                           | Francisco Franco Alba                              |
| 2013 | Metegol                        | Laura (voz)                     | Juan José Campanella                               |
| 2014 | Las oscuras primaveras         | Pina                            | Ernesto Contreras                                  |
| 2015 | Minions                        | Madge Nelson (voz)              | Kyle Balda y Pierre Coffin                         |
| 2024 | Dante y Soledad                | Inés                            | Alexandra de la Mora                               |

### Televisión
| Año           | Título original                                             | Rol                     | Notas                               |
| ------------- | ----------------------------------------------------------- | ----------------------- | ----------------------------------- |
| 2000          | Todo por amor                                               | Marisol                 |                                     |
| 2001          | Amores querer con alevosía                                  | Rocío Morales           |                                     |
| 2001          | Lo que callamos las mujeres                                 | Celeste                 |                                     |
| 2005          | La otra mitad del sol                                       | Dulce                   | Versión mexicana                    |
| 2010          | Gritos de muerte y libertad                                 | Ana Huarte              | Serie Histórica                     |
| 2010          | Capadocia                                                   | Azucena Montiel         | Serie original de HBO Latin America |
| 2011          | Bienvenida realidad                                         | Lucía Fuentes           | Versión mexicana                    |
| 2011          | El encanto del águila                                       | María del Carmen Serdán | Serie histórica                     |
| 2012          | Paramédicos                                                 | Elisa Gaona             |                                     |
| 2014          | No se culpe a nadie de mi vida. Centenario de Efraín Huerta | Presentadora            | Documental                          |
| 2015          | Sense8                                                      | Cristina                | Serie original de Netflix           |
| 2016          | La querida del Centauro                                     | Tania Muñoz             | Serie producida por Telemundo       |
| 2016          | El hotel de los secretos                                    | Isabel Alarcón          | Telenovela producida por Televisa   |
| 2018          | Un extraño enemigo                                          | Elena                   | Serie para Amazon Prime             |
| 2019          | Monarca                                                     | Ana María Carranza      | Serie original de Netflix           |
| 2021-2022     | Los enviados                                                | Adriana Cortés          | Serie de Paramount+                 |
| 2023          | Las viudas de los jueves                                    | Teresa Scaglia          | Serie original de Netflix           |
| 2024-presente | Como agua para Chocolate                                    | Mamá Elena de la Garza  | Antagonista, serie de TV Max        |

### Teatro
2013
"Salomé"
-

| Año  | Título original        | Rol      | Director               |
| ---- | ---------------------- | -------- | ---------------------- |
| 2000 | Cómo aprendí a manejar |          | Otto Minera            |
| 2002 | La gaviota             | Nina     | Iona Weissberg         |
| 2004 | Por amor al arte       | Evelyn   | Antonio Serrano        |
| 2005 | Collete                | Claudine | Mauricio García Lozano |
| 2007 | Touché                 |          | Mauricio García Lozano |
| 2009 | Good Canary            | Anna     | John Malkovich         |
| 2010 | Oleanna                | Oleanna  | Enrique Singer         |
| 2018 | La obra que sale mal   | Sandra   | Mark Bell              |
| 2022 | Hamlet                 | Hamlet   | Angélica Rogel         |
| 2023 | La casa salvaje        | Irene    | Mariana Giménez        |
| 2024 | Cabaret                | Emcee    | Mauricio García Lozano |

### Otros
| Año  | Proyecto                          | Rol       | Notas                           |
| ---- | --------------------------------- | --------- | ------------------------------- |
| 2005 | La última vez                     | Ella      | Corto                           |
| 2007 | Es muy fácil                      | Alicia    | Corto                           |
| 2008 | Emprendedores                     |           | Corto                           |
| 2009 | Mujeres de la revolución mexicana | Narradora | Documental                      |
| 2010 | Sucedió en un día                 | Úrsula    | Segmento "Amor a primera vista" |
| 2016 | Should I Stay or Should I Go      |           | Corto                           |

## Premios y nominaciones
| Año  | Premio                                                                                   | Categoría                                                         | Trabajo                  | Resultado |
| ---- | ---------------------------------------------------------------------------------------- | ----------------------------------------------------------------- | ------------------------ | --------- |
| 2008 | XXII Napa Sonoma Wine Country Film Festival                                              | Mejor Actriz                                                      | Quemar las naves         | Ganadora  |
| 2008 | Premio Ariel                                                                             | Mejor Actriz                                                      | Quemar las naves         | Ganadora  |
| 2009 | Premio de la Cámara Nacional de la Industria Cinematográfica y del Videograma (Canacine) | Mejor Actriz                                                      | Quemar las naves         | Ganadora  |
| 2009 | XXVI Entrega de Premios a lo Mejor del Teatro 2008                                       | Revelación Femenina                                               |                          | Ganadora  |
| 2009 | Premio Ariel                                                                             | Mejor Actriz                                                      | Bajo la sal              | Ganadora  |
| 2015 | Premio Ariel                                                                             | Mejor Actuación Femenina                                          | Las oscuras primaveras   | Nominada  |
| 2015 | Festival Internacional de Cine de Miami                                                  | Gran Premio del Jurado Mejor actuación (compartido con el elenco) | Las oscuras primaveras   | Ganadora  |
| 2017 | Premios TVyNovelas (México)                                                              | Mejor Actriz Protagónica                                          | El hotel de los secretos | Nominada  |